# Ralf Fährmann
Ralf Fährmann (ur. 27 września 1988 w Karl-Marx-Stadt) – niemiecki piłkarz grający na pozycji bramkarza w FC Schalke 04.

## Życiorys

### Kariera klubowa
W czasach juniorskich trenował w klubach ze swojego rodzinnego miasta: VfB Chemnitz oraz Chemnitzer FC. W 2003 roku dołączył do FC Schalke 04. W 2007 roku został członkiem pierwszego zespołu tego klubu, równolegle występując w drużynie rezerw. W rozgrywkach Bundesligi zadebiutował 13 września 2008 w zremisowanym 3:3 meczu z Borussią Dortmund. 16 września 2008 roku rozegrał swój pierwszy międzynarodowy mecz przeciwko Apoelowi w Pucharze UEFA .
Pod koniec sezonu 2008-09 Ralf opuścił Schalke i przeniósł się do Eintracht Frankfurt na zasadzie wolnego transferu, podpisując kontrakt ważny do 30 czerwca 2012 roku. Przez dwa lata spędzone we Frankfurcie rozegrał 18 meczów.
Fährmann wrócił do Schalke latem 2011 roku po tym, jak zespół sprzedał Manuela Neuera do Bayernu Monachium. W 2011 w finale Superpucharu Niemiec Fährmann został mianowany zawodnikiem meczu gdy po 90 minutach wynik wynosił 0:0 nastąpiły bezpośrednie rzuty karne. Fährmann obronił dwa z czterech rzutów karnych, pierwszy obroniony rzut karny wykonywał Kevin Großkreutz, drugi obroniony rzut karny przestrzelił Ivan Perišić, co pozwoliło Schalke po raz pierwszy w historii klubu sięgnąć po Superpuchar.. Na początku sezonu 2013-14 został bramkarzem rezerwowym, wówczas pierwszy wyborem trenera był Timo Hildebrand. Podczas gdy Hildebrand złapał kontuzję, pierwszym wyborem trenera został Fahrmann, którego imponujące występy sprawiły, że utrzymał miejsce numer jeden do końca sezonu. Dnia 4 maja 2014 r. Fährmann przedłużył kontrakt z Schalke do 30 czerwca 2019r. W 2017 roku został mianowany nowym kapitanem zespołu, zastępując Benedikta Höwedesa, który odszedł do Juventusu F.C. 18 Kwietnia 2018r Fahrmann rozegrał swój mecz numer 200 dla zespołu Schalke 04. 5 lipca 2019r Fährmann został wypożyczony do Norwich City F.C. do końca sezonu 2019–20. 10 marca 2020 rozwiązał kontrakt z Norwich i został wypożyczony do norweskiego SK Brann. 23 kwietnia 2020 wrócił do Niemiec w związku z pandemią COVID-19. 9 czerwca zespół Brann potwierdził, że Fährmann nie wróci na mecze towarzyskie. W Norwegii rozegrał 0 spotkań. 9 sierpnia 2021r przedłużył kontrakt z Schalke do końca sezonu 2024/25. W sezonie 2021/22 stracił miejsce w składzie na rzecz Austriaka Martina Fraisla.

### Statystyki
(aktualne na dzień 2 luty 2023)
| Sezon   | Klub                | Kraj   | Rozgrywki             | Mecze | Bramki |
| ------- | ------------------- | ------ | --------------------- | ----- | ------ |
| 2006/07 | FC Schalke 04       | Niemcy | Bundesliga            | 0     | 0      |
| 2007/08 | FC Schalke 04       | Niemcy | Bundesliga            | 0     | 0      |
| 2008/09 | FC Schalke 04       | Niemcy | Bundesliga            | 3     | 0      |
| 2009/10 | Eintracht Frankfurt | Niemcy | Bundesliga            | 3     | 0      |
| 2010/11 | Eintracht Frankfurt | Niemcy | Bundesliga            | 15    | 0      |
| 2011/12 | FC Schalke 04       |        | Bundesliga            | 9     | 0      |
| 2012/13 | FC Schalke 04       |        | Bundesliga            | 0     | 0      |
| 2013/14 | FC Schalke 04       |        | Bundesliga            | 22    | 0      |
| 2014/15 | FC Schalke 04       |        | Bundesliga            | 25    | 0      |
| 2015/16 | FC Schalke 04       |        | Bundesliga            | 34    | 0      |
| 2016/17 | FC Schalke 04       |        | Bundesliga            | 34    | 0      |
| 2017/18 | FC Schalke 04       |        | Bundesliga            | 34    | 0      |
| 2018/19 | FC Schalke 04       |        | Bundesliga            | 17    | 0      |
| 2019/20 | Norwich City F.C.   |        | Premier League        | 1     | 0      |
| 2020/21 | FC Schalke 04       |        | Bundesliga            | 22    | 0      |
| 2021/22 | FC Schalke 04       |        | 2. Fußball-Bundesliga | 6     | 0      |
| 2022/23 | FC Schalke 04       |        | Bundesliga            | 1     | 0      |
|         |                     |        | Łącznie w Bundeslidze | 219   | 0      |

### Kariera reprezentacyjna
W 2007 roku został powołany do reprezentacji na Mistrzostwa Europy do lat 19 rozgrywane w Austrii.